# Hołdunów (gromada)
Hołdunów – dawna gromada, czyli najmniejsza jednostka podziału terytorialnego Polskiej Rzeczypospolitej Ludowej w latach 1954–1972.
Gromady, z gromadzkimi radami narodowymi (GRN) jako organami władzy najniższego stopnia na wsi, funkcjonowały od reformy reorganizującej administrację wiejską przeprowadzonej jesienią 1954 do momentu ich zniesienia z dniem 1 stycznia 1973, tym samym wypierając organizację gminną w latach 1954–1972.
Gromadę Hołdunów z siedzibą GRN w Hołdunowie (obecnie część Lędzin) utworzono – jako jedną z 8759 gromad na obszarze Polski – w powiecie pszczyńskim w województwie stalinogrodzkim, na mocy uchwały nr 21/54 WRN w Stalinogrodzie z dnia 5 października 1954. W skład jednostki weszły obszary dotychczasowych gromad Hołdunów i Smardzowice oraz kolonie Ławki, Świniowy-Ratusz i Polne Domy z dotychczasowej gromady Lędziny (obejmujące parcele z kart 1 i 2 oraz niektóre parcele z karty 3 obrębu Lędziny) ze zniesionej gminy Hołdunów w tymże powiecie.
13 listopada 1954 (z mocą obowiązująca wstecz od 1 października 1954) gromada weszła w skład nowo utworzonego powiatu tyskiego w tymże województwie, gdzie ustalono dla niej 27 członków gromadzkiej rady narodowej.
1 stycznia 1956 gromadę Hołdunów zniesiono w związku z nadaniem jej statusu osiedla (31 grudnia 1961 osiedle Hołdunów zostało włączone do osiedla Lędziny).